# Allée couverte du Parc-Kerdic

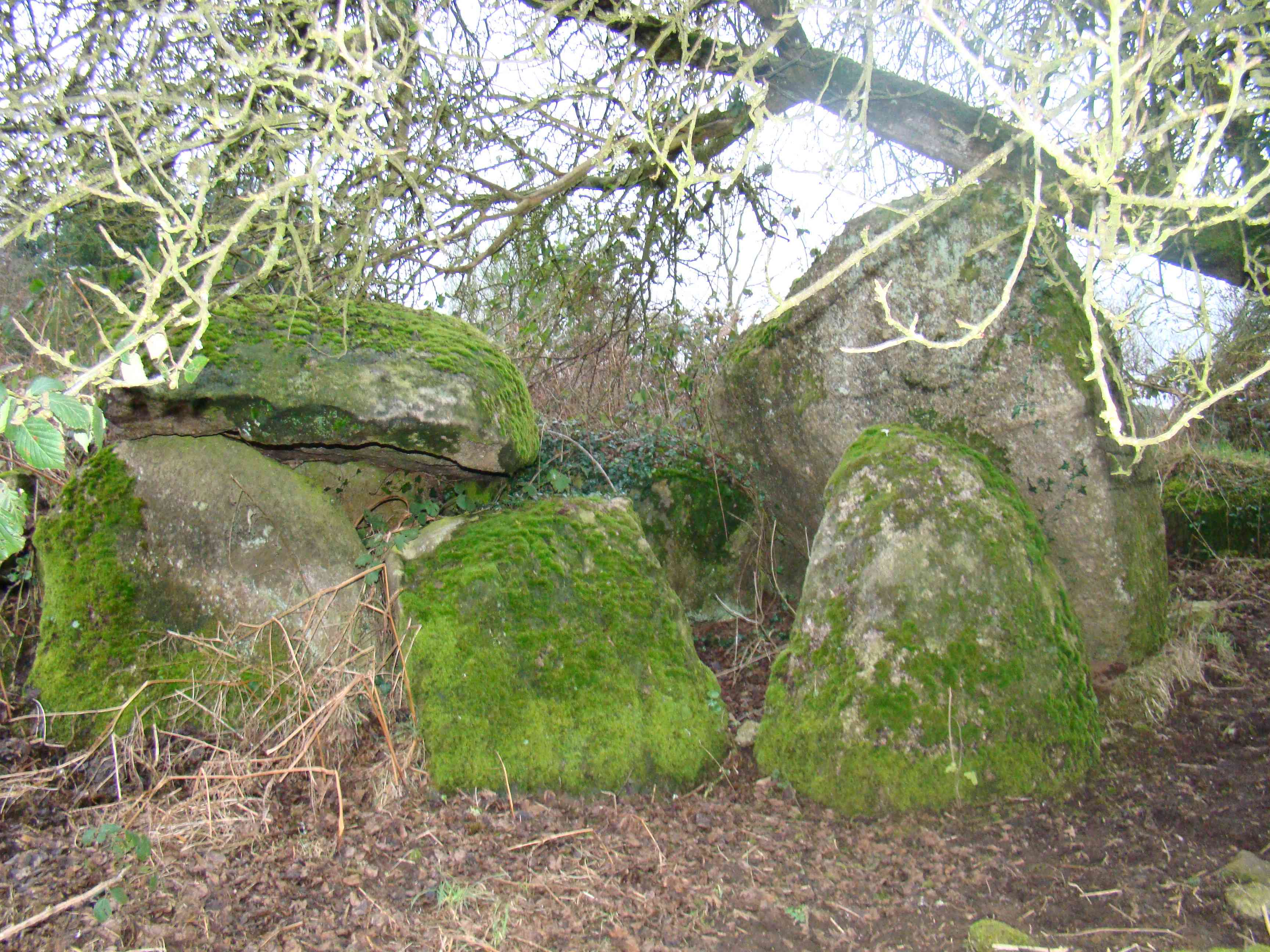
Allée couverte du Parc-Kerdic

Die Allée couverte du Parc-Kerdic (auch Roche-Gouarandem genannt) befindet sich auf der niedrigen Terrasse Parc Hiardié über dem Flüsschen Villeneuve (eine für diese Denkmalart seltene topographische Position) östlich des Weilers Coldabry und von Saint-Connan und westlich von Saint-Gildas im Département Côtes-d’Armor in der Bretagne in Frankreich.
Das ursprünglich mit einem Hügel bedeckte Galeriegrab ist nur in seiner megalithischen Struktur auf etwa 12,0 Metern Länge und 1,7 Metern Breite erhalten. Die etwa sieben Meter lange Galerie wird durch acht Tragsteine auf der Ost- und fünf auf der Westseite sowie zwei erhaltene Deckenplatten aus lokalem Granit (porphyritischer Granit des Quintin-Massivs) gebildet. Eine etwa 2,5 m lange, 2,0 m breite und 0,8 m dicke Deckenplatte ist in situ erhalten. Der etwa 5,0 m lange, fast nach Nord-Süd orientierte etwa 1,9 m breite Gang wird nur durch zwei Trockenmauern markiert.
Das Galeriegrab wird in den Schriften von Gaston Ernoult de La Chènelière 1880, Joachim Gaultier du Mottay (1810–1883) und A.-L. Harmois 1910 erwähnt. Bei Ausgrabungen, die bereits 1848 vom Bürgermeister von Saint-Gildas durchgeführt wurden, wurden zahlreiche Bronzeobjekte, darunter eine Speerspitze gefunden, was auf eine Nachnutzung der neolithischen Anlage in der Bronzezeit deutet.
Das Denkmal ist seit 1963 als Monument historique eingestuft.
In der Nähe liegen/stehen der Menhir von Keranhouët (1965) und die drei Tumuli (1964) alle als Monument historique eingestuft.  